# Ænima
Ænima ist ein Musikalbum der Band Tool, das am 1. Oktober 1996 erschienen ist.

## Herkunft des Titels
Der Albumtitel ist ein Kunstwort, das aus dem Begriff Anima (zu lat.: anima, -ae f 1. Wind/Luft(hauch) 2. Seele), der vom Psychologen Carl Gustav Jung neu geprägt wurde, und dem englischen Wort für Einlauf, „enema“, besteht. Als ungefähre Bedeutung ergibt sich demnach „Seelenreinigung“: mit einem „Enema“ wird der Darm gereinigt, mit einem „Ænima“ die Seele (passend zum Text des letzten Stücks Third Eye). Alternativ kann auch vermutet werden, dass einem eine Seele eingegeben beziehungsweise einlaufen gelassen wird, wenn zuvor keine oder zu wenig Seele in einer Person existierte.

## Besonderheiten
Bei der ersten Auflage kann man durch Kippbilder im Booklet zum Beispiel Kalifornien „versinken“ lassen (man vergleiche hier die Lyrics von Ænema) und die Augen auf dem hier gezeigten Cover in Richtung der Smokebox wandern lassen. Spätere Auflagen haben diesen Effekt nicht mehr. Die europäische Version enthält im Booklet „gefälschte“ Cover von fiktiven Tool-Alben. Die Rückseite des Booklets zeigt ein Porträt von Bill Hicks, einem amerikanischen Stand-Up Comedian und Freund der Band, der in seinen Auftritten ebenfalls das Bild vom „versinkenden Kalifornien“ beschwor. Bei dem Lied „Eulogy“ handelt es sich um einen ironischen Nachruf an L. Ron Hubbard, den kontroversen Begründer der Scientology-Kirche.
Der Titel „Die Eier von Satan“ enthält ein auf Deutsch vorgetragenes Rezept für Haschischkekse.
Es wurde ein Video zum Titel „Stinkfist“ (auf MTV und VH1 hieß es „Song #1“) gedreht. Außerdem gab es ein Video zu „Ænema“.

## Titelliste
1. Stinkfist – 5:09
2. Eulogy – 8:25
3. H. – 6:07
4. Useful Idiot – 0:38
5. Forty-Six & 2 – 6:02
6. Message to Harry Manback – 1:53
7. Hooker With a Penis – 4:31
8. Intermission – 0:56
9. jimmy – 5:22
10. Die Eier von Satan – 2:16
11. Pushit – 9:55
12. Cesaro Summability – 1:26
13. Ænema – 6:37
14. (-) Ions – 4:00
15. Third Eye – 13:47

## Rezeption
- Für das Lied Ænema wurden Tool mit dem „Grammy for Best Metal Performance in 1998“ ausgezeichnet.
- In der vom deutschen Musikmagazin Visions aufgestellten Liste der 150 Platten Für Die Ewigkeit erreicht das Album Platz 8.
- In der deutschen Ausgabe der vom Musikmagazin Rolling Stone aufgestellten Liste der 500 besten Alben aller Zeiten erreicht das Album den 238. Platz.
- In dem Roman Billy von einzlkind wird die Platte als „das beste Laute-Jungsmusik-Album aller Zeiten“ bezeichnet.

## Kommerzieller Erfolg

### Chartplatzierungen
| ChartsChartplatzierungen       | Höchstplatzierung | Wochen |
| ------------------------------ | ----------------- | ------ |
| Deutschland (GfK)              | 75 (6 Wo.)        | 6      |
| Schweiz (IFPI)                 | 79 (1 Wo.)        | 1      |
| Vereinigte Staaten (Billboard) | 2 (110 Wo.)       | 110    |

### Auszeichnungen für Musikverkäufe
| Land/Region                  | Auszeichnungen für Musikverkäufe (Land/Region, Auszeichnung, Verkäufe) | Verkäufe  |
| ---------------------------- | ---------------------------------------------------------------------- | --------- |
| Australien (ARIA)            | 3× Platin                                                              | 210.000   |
| Kanada (MC)                  | 3× Platin                                                              | 300.000   |
| Neuseeland (RMNZ)            | Platin                                                                 | 15.000    |
| Vereinigte Staaten (RIAA)    | 3× Platin                                                              | 3.000.000 |
| Vereinigtes Königreich (BPI) | Gold                                                                   | 100.000   |
| Insgesamt                    | 1× Gold · 10× Platin ·                                                 | 3.635.000 |